# Slađana Petrušić
Slađana Petrušić (Prnjavor, 24. ožujka 1983.) hrvatska je pjevačica i glumica.

## Životopis
Slađana Petrušić rođena je 24. ožujka 1983. godine u Prnjavoru, a sada živi u Zagrebu. Rođena je u hrvatskoj obitelji.
Svoje prvo pojavljivanje ostvarila je 2002. godine u emisiji Noćna mora Željka Malnara, u kojoj je predstavila svoje dvije pjesme Uđi mi duboko i Mokra sam do kože.
Godine 2005. pojavila se u seriji Bitange i princeze, kao i u emisiji Hrvatska mora. Iste godine, pozirala je naga za travanjsko izdanje Playboya.
Godine 2011. izdaje autobiografski roman Nevina kurva, u kojem pored svog života, opisuje i svoj rad tokom emisije Noćna mora, kao i poteškoće koje je imala u izdržavanju petočlane obitelji.
Svoje prvo pojavljivanje u reality showu ostvarila je 2008. godine u realityju Farma 1. Kasnije, 2015. godine ulazi u reality Parovi 4, u kojem je diskvalificirana zbog fizičkog napada na redateljicu i glumicu Jelenu Golubović. Nakon kraćeg vremena, ulazi iste sezonu ali je ponovno diskvalificirana zajedno sa svojim tadašnjim dečkom Vladimirom Tomovićem, zbog nasilničkog ponašanja. Godine 2015. ulazi u reality Parovi 5, gdje osvaja drugo mjesto, iza Dalile Mujić.
Od 2018. godine, vodi emisiju Provodadžija i reality Parovi 7.
Godine 2019. dobiva šest mjeseci pritvora zbog napada na Jelenu Golubović. Iste godine, ulazi u reality Parovi 8.

## Vanjske poveznice
- Slađana Petrušić u internetskoj bazi filmova IMDb-u (engl.)